# Jörg Schweinbenz

Jörg Schweinbenz, März 2020

Jörg Schweinbenz (* 29. Januar 1972 in Tübingen) ist ein deutscher Pianist und Hochschullehrer.

## Leben und Wirken
Schweinbenz studierte unter anderem an der Hochschule für Musik Freiburg Schulmusik, Klavier und Orchesterleitung und absolvierte einen Meisterkurs bei Cyprien Katsaris. Er war unter anderem mehrfach erster Preisträger bei Jugend musiziert als Klavierbegleiter und beim bundesweiten Schulmusikerwettbewerb Chemnitz/Zwickau.
Nach seinem Studium hatte er Lehraufträge an der Musikhochschule Freiburg und der Musikhochschule Trossingen im Fachbereich „Schulpraktisches Klavierspiel“ inne und unterrichtete von 2002 bis 2007 an der Musikschule Südschwarzwald in Waldshut-Tiengen. Seit 2007 ist er Professor für Lied-Improvisation-Partiturspiel an der Universität der Künste Berlin. Zudem ist er Gastdozent an der Bundesakademie für musikalische Jugendbildung in Trossingen. 2009 organisierte er an der Universität der Künste Berlin den bundesweiten Aktionstag mit der Initiative der musikalischen Bildung. Dazu erstellte ein ganztägiges Programm unter das Motto „Wie entsteht Musik“.
Schweinbenz konzertiert sowohl als Solist als auch als Kammermusiker mit einem Repertoire von der Klassik bis zum Jazz. Seit 2000 wirkte er als Pianist der Holst-Sinfonietta und seit 2015 als Pianist am Theater des Westens. Außerdem leitete er von 1994 bis 2006 mehrere Chöre. Sein Schwerpunkt liegt insbesondere in der freien Improvisation sowie in den Bereichen Neue Musik und Experimentelle Musik.
Seit 1996 arbeitet er außerdem als Pianist mit seinem Studienkollegen, dem Bassbariton Markus Flaig, zusammen. Mit einem umfangreichen Liedrepertoire gastieren sie regelmäßig in Deutschland und im Ausland bei Liederabenden. 2013 veröffentlichten sie eine CD mit Liedern von Hugo Wolf.

## Diskografie
- 2005: John Adams: I Was Looking at the Ceiling and Then I Saw the Sky (Mühlpointner, Trotman, Neisser, Holst-Sinfonietta, Simon), Naxos[2]
- 2013: Hugo Wolf: Lieder. Mit Markus Flaig, Spektral[11]
- 2020: Steve Reich: Eight Lines / City Life / Music for Two or mor Pianos. (Holst-Sinfonietta, Leitung: Klaus Simon), Naxos[12]

Singles
- 2020: Welt der Träume. Records DK
- 2020: November Blues. Records DK